# Sarojini Naidu

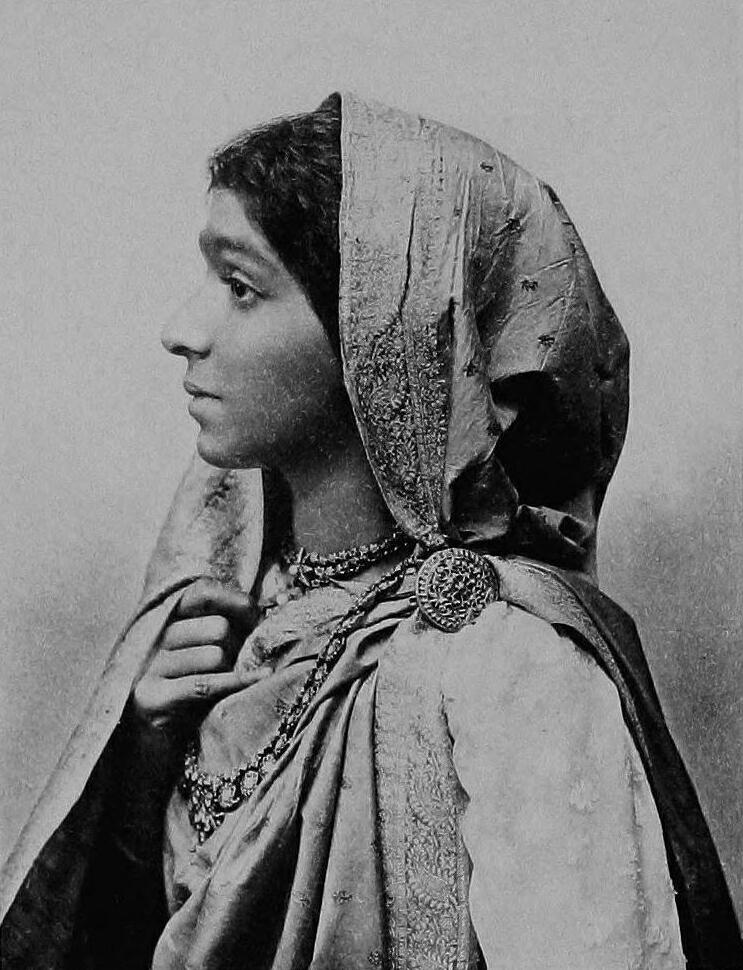
Sarojini Naidu, 1912

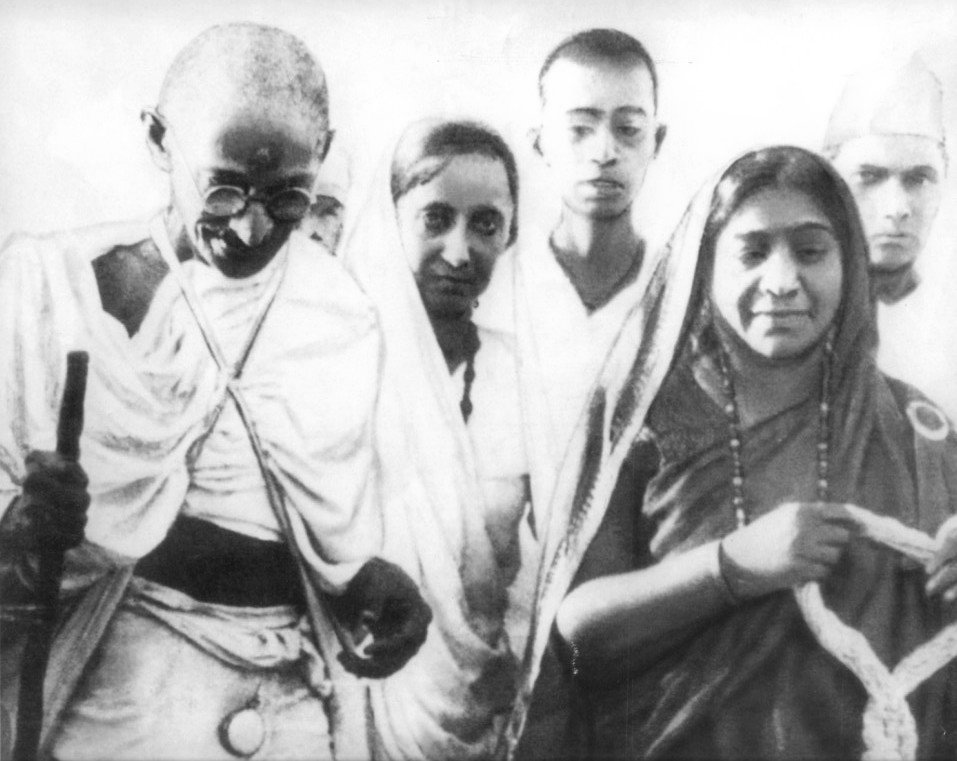
Mahatma Gandhi, Mithuben Petit und Sarojini Naidu während des Salzmarsches, 1930

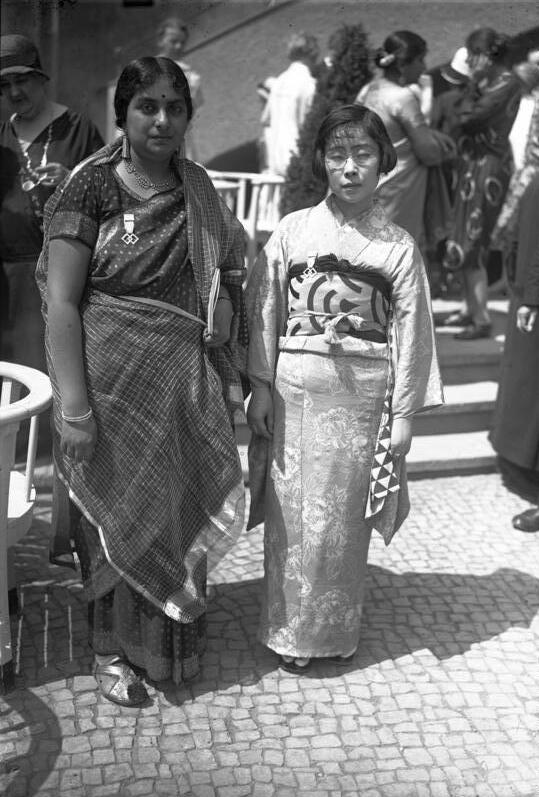
Sarojini Naidu, links im Bild, 1932

Sarojini Naidu (geboren am 13. Februar 1879 in Hyderabad; gestorben am 2. März 1949 in Allahabad) war eine indische Dichterin und Politikerin.

## Leben
Sarojini entstammte einer bengalischen Brahmanen-Familie. Sie war das älteste von acht Kindern des Wissenschaftlers Aghorenath Chattopadhyay. Zu ihren jüngeren Geschwistern gehören der Revolutionär Virendranath Chattopadhyay (1880–1937) und der Dichter und Schauspieler Harindranath Chattopadhyay (1898–1990). Sie studierte an der Universität Madras, dem Londoner King’s College und dem Cambridger Girton-Frauencollege. Ihre Gedichte wurden in mehrere Sprachen übersetzt.
Ihr Vater arrangierte eine Ehe mit Govindarajulu Naidu, den sie 1898 heiratete. Aus der Ehe gingen vier Kinder hervor, darunter Padmaja Naidu (1900–1975), die ebenfalls Politikerin wurde.
Durch ihre Zeit in England hatte Naidu die Suffragettenbewegung kennengelernt und begann sich schließlich ab 1905 aktiv politisch in der indischen Unabhängigkeitsbewegung einzusetzen. Sie organisierte 1908 eine Konferenz, auf der das Wiederverheiratungsrecht von Witwen diskutiert wurde. Wichtig waren ihr auch die friedliche Einigung von Hindus und Moslems.
Als enge Vertraute von Mahatma Gandhi wurde Naidu eine Schlüsselfigur der Unabhängigkeitsbewegung, nahm am Salzmarsch teil und wurde wiederholt zu Gefängnisstrafen verurteilt.
Besondere Bedeutung hatten ihre Reisen in den Jahren 1917 bis 1919. Nach der Gründung der Woman’s Indian Association 1917 reiste sie im selben Jahr zusammen mit Annie Besant nach London, um die Organisation dort bekannt zu machen.
1925 in Kanpur war sie als zweite Frau Vorsitzende des Indischen Nationalkongresses, als erste Einheimische. 1929 vertrat sie Indien auf dem internationalen Frauenkongress in Berlin.
Für ihr antibritisches Engagement im (zur illegalen Organisation erklärten) Indischen Nationalkongress verbüßte Naidu in den Jahren 1930 bis 1932 sowie 1942 bis 1943 Haftstrafen.
Sie war die erste Gouverneurin eines Bundesstaates in Indien, und zwar von Uttar Pradesh vom 15. August 1947, dem Tag der Unabhängigkeit Indiens von Großbritannien, bis zu ihrem Tod 1949. Sie wurde in Lucknow bestattet.

## Ehrungen
- Sie wurde in die Royal Society of Literature aufgenommen.[2]
- Sie erhielt die Ehrendoktorwürde der Universität von Allahabad.[2]
- Sie erhielt die Kaisar-i-Hind Medaille, gab diese aber aus Protest gegen Großbritannien zurück.[1]
- 2019 wurde ein Asteroid nach ihr benannt: (5647) Sarojininaidu.